# Valbonaša
Valbonaša is een plaats in de gemeente Medulin in de Kroatische provincie Istrië. De plaats telt 53 inwoners (2001).